# Chirita speluncae
Chirita speluncae är en tvåhjärtbladig växtart som först beskrevs av Hand.-mazz., och fick sitt nu gällande namn av D. Wood. Chirita speluncae ingår i släktet Chirita och familjen Gesneriaceae. Inga underarter finns listade i Catalogue of Life.